# MLB All-Star Game 1997
MLB All-Star Game 1997 – 68. Mecz Gwiazd ligi MLB, który odbył się 8 lipca 1997 roku na stadionie Jacobs Field w Cleveland. Spotkanie zakończyło się zwycięstwem American League All-Stars 3–1. Frekwencja wyniosła 44 916 widzów.
Najbardziej wartościowym zawodnikiem został Sandy Alomar Jr. z Cleveland Indians, który przy stanie 1–1 w pierwszej połowie siódmej zmiany jako pinch hitter zdobył dwupunktowego home runa.

## Wyjściowe składy
| National League | National League | National League | National League | American League | American League | American League | American League |
| #               | Zawodnik        | Klub            | Pozycja         | #               | Zawodnik        | Klub            | Pozycja         |
| --------------- | --------------- | --------------- | --------------- | --------------- | --------------- | --------------- | --------------- |
| 1               | Craig Biggio    | Astros          | 2B              | 1               | Brady Anderson  | Orioles         | LF              |
| 2               | Tony Gwynn      | Padres          | DH              | 2               | Alex Rodriguez  | Mariners        | SS              |
| 3               | Barry Bonds     | Giants          | LF              | 3               | Ken Griffey Jr. | Mariners        | CF              |
| 4               | Mike Piazza     | Dodgers         | C               | 4               | Tino Martinez   | Yankees         | 1B              |
| 5               | Jeff Bagwell    | Astros          | 1B              | 5               | Edgar Martínez  | Mariners        | DH              |
| 6               | Larry Walker    | Rockies         | RF              | 6               | Paul O’Neill    | Yankees         | RF              |
| 7               | Ken Caminiti    | Padres          | 3B              | 7               | Cal Ripken Jr.  | Orioles         | 3B              |
| 8               | Ray Lankford    | Cardinals       | CF              | 8               | Iván Rodríguez  | Rangers         | C               |
| 9               | Jeff Blauser    | Braves          | SS              | 9               | Roberto Alomar  | Orioles         | 2B              |
|                 | Greg Maddux     | Braves          | P               |                 | Randy Johnson   | Mariners        | P               |

| National League | 0 | 0 | 0 | 0 | 0 | 0 | 1 | 0 | 0 | 1 | 3 | 0 |
| American League | 0 | 1 | 0 | 0 | 0 | 0 | 2 | 0 | X | 3 | 7 | 0 |
| WP: José Rosado (1–0) LP: Shawn Estes (0–1) SV: Mariano Rivera (1) Home runy: NL: Javy López (1) AL: Edgar Martínez (1), Sandy Alomar Jr. (1) |   |   |   |   |   |   |   |   |   |   |   |   |

## Składy
| Miotacze - Roger Clemens (6) - David Cone (4) - Jason Dickson (1) - Pat Hentgen (3) - Randy Johnson (5) - Mike Mussina (4) - Randy Myers (4) - Mariano Rivera (1) - José Rosado (1) - Justin Thompson (1) Łapacze - Sandy Alomar Jr. (5) - Iván Rodríguez (6) Designated hitter - Edgar Martínez (4) |  | Wewnątrzpolowi - Roberto Alomar (8) - Jeff Cirillo (1) - Joey Cora (1) - Nomar Garciaparra (1) - Chuck Knoblauch (4) - Tino Martinez (2) - Mark McGwire (9) - Cal Ripken Jr. (15) - Alex Rodriguez (2) - Frank Thomas (5) - Jim Thome (1) Zapolowi - Brady Anderson (3) - Albert Belle (5) - Ken Griffey Jr. (8) - David Justice (3) - Paul O’Neill (4) - Bernie Williams (1) |  | Menedżer - Joe Torre Trenerzy - Mike Hargrove - Johnny Oates Honorowy kapitan - Lary Doby |

| Miotacze - Rod Beck (3) - Kevin Brown (3) - Shawn Estes (1) - Tom Glavine (5) - Bobby Jones (1) - Darryl Kile (2) - Greg Maddux (6) - Pedro Martínez (2) - Denny Neagle (2) - Curt Schilling (1) Łapacze - Todd Hundley (2) - Charles Johnson (1) - Javy López (2) - Mike Piazza (5) |  | Wewnątrzpolowi - Jeff Bagwell (3) - Craig Biggio (6) - Jeff Blauser (2) - Ken Caminiti (3) - Royce Clayton (1) - Andrés Galarraga (3) - Mark Grace (3) - Chipper Jones (2) - Barry Larkin (9) - Tony Womack (1) Zapolowi - Moisés Alou (2) - Barry Bonds (7) - Steve Finley (1) - Ray Lankford (1) - Kenny Lofton (4) - Larry Walker (2) |  | Menedżer - Bobby Cox Trenerzy - Dusty Baker - Bruce Bochy Honorowy kapitan - Frank Robinson |

- W nawiasie podano liczbę powołań do All-Star Game.